# 二十碳五烯酸
二十碳五烯酸，分子式C20H30O2，是一类多不饱和脂肪酸（PUFA），简写20:5，常见的有：
- 5,8,11,14,17-二十碳五烯酸
  - 花生五烯酸（5Z,8Z,11Z,14Z,17Z-二十碳五烯酸），CAS号：10417-94-4
- 5,8,10,12,14-二十碳五烯酸
  - 伯色五烯酸（5Z,8Z,10E,12E,14Z-二十碳五烯酸），CAS号：133205-91-1